# Pleurona ochrolutea
Pleurona ochrolutea är en fjärilsart som beskrevs av Gustaaf Hulstaert 1924. Pleurona ochrolutea ingår i släktet Pleurona och familjen nattflyn. Inga underarter finns listade i Catalogue of Life.